# Daniel Henney
Daniel Henney (Carson City, 28 novembre 1979) è un attore e modello statunitense.

## Biografia
Daniel Henney è nato da madre americana d'origine coreana adottata da una coppia americana all'età di due anni e padre americano con origini irlandesi. Ha iniziato la carriera di modello negli Stati Uniti nel 2001 e ha lavorato in Francia, Italia, Hong Kong e Taiwan mentre frequentava l'università. Dopo il suo debutto in Corea del Sud con uno spot pubblicitario per il cosmetico dell'Amore Pacific "Odyssey Sunrise", è diventato portavoce per spot pubblicitari con Jun Ji-hyun per le telecamere Olympus e Kim Tae-hee per i condizionatori della Daewoo Electronics's Klasse.
Nonostante non parlasse una sola parola di coreano, Henney divenne un nome familiare veicolato dallo sceneggiato televisivo sudcoreano  Nae ireum-eun Kim Sam-soon, che ha riscosso parecchio successo. In seguito apprese qualche rudimento della lingua e partecipò ad alcuni spettacoli di varietà, come Family Outing. Fu coinvolto in uno scandalo accademico nel quale da parte di molti si affermò che egli avesse una laurea in economia conseguita all'università dell'Illinois a Chicago per promuovere la sua immagine, quando, in realtà, non aveva alcuna laurea.
Nel 2009 ha interpretato l'agente Zero nel film X-Men le origini - Wolverine. Nella stagione autunnale del 2009 ha interpretato il ruolo di Dr David Lee nella serie Three Rivers per la CBS. Nel 2010 Henney ritornò a lavorare per la televisione coreana in The Fugitive: Plan B del network KBS, insieme a Rain e all'attrice Lee Na-young.
Dal 2012 Henney è apparso in diverse serie TV americane. Nel 2015 ha interpretato il ruolo dell'agente speciale Matt Simmons nella serie televisiva americana Criminal Minds: Beyond Borders, uno spin-off di Criminal Minds.
Il 21 giugno 2017 è stata annunciata la sua partecipazione a Criminal Minds per la stagione 13.
Dal 2021 interpreta al'Lan Mandragoran nella serie di Amazon MGM Studios La Ruota del Tempo.

## Vita privata
Henney è noto essere il miglior amico di Jung Ryeo-won che è stata sua comprimaria in due serie televisive, Annyeong, Francesca e Nae ireum-eun Kim Sam-soon.

## Filmografia

### Cinema
- Seducing Mr. Perfect, regia di Kim Sang-woo (2006)
- My Father, regia di Hwang Dong-hyuk (2007)
- X-Men le origini - Wolverine (X-Men Origins: Wolverine), regia di Gavin Hood (2009)
- Papa, regia di Han Ji-seung (2012) - cameo
- Shanghai Calling, regia di Daniel Hsia (2012)
- The Last Stand - L'ultima sfida (The Last Stand), regia di Kim Ji-Woon (2013)
- One Night Surprise, regia di Eva Jin (2013)
- Spy (The Spy: Undercover Operation), regia di Lee Seung-jun (2013)
- Big Hero 6, regia di Don Hall e Chris Williams (2014) - voce
- Missing, regia di Will Merrick e Nick Johnson (2023)
- Dog Days, regia di Kim Deok-min (2024)

### Televisione
- Nae ireum-eun Kim Sam-soon – serie TV, 16 episodi (2005)
- Annyeong, Francesca – serie TV, 2 episodi (2005)
- Bom-ui waltz – serial TV, 20 puntate (2008)
- Three Rivers – serie TV, 13 episodi (2009)
- The Fugitive: Plan B – serie TV, 20 episodi (2010)
- Hawaii Five-0 – serie TV, 3 episodi (2012-2013)
- Revolution – serie TV, 3 episodi (2014)
- NCIS: Los Angeles – serie TV, 1 episodio (2014)
- Agatha, regia di Jace Alexander – film TV (2015)
- Dear My Friends – serie TV (2016)
- Criminal Minds: Beyond Borders – serie TV, 26 episodi (2016-2017)
- Criminal Minds – serie TV, 49 episodi (2015-2020)
- La Ruota del Tempo (The Wheel of Time) – serie TV, 24 episodi (2021-2025)
- Behind Every Star (연예인 매니저로 살아남기?, Yeon-ye-iun maenijeoro sar-anamgiLR) – serie TV (2022)

## Pubblicità televisiva
- Daewoo Gentra (GM Daewoo)
- Biotherm (Kwon Yu-ri)
- Asiana Airlines
- Minute Maid (Jung Ryeo-won)

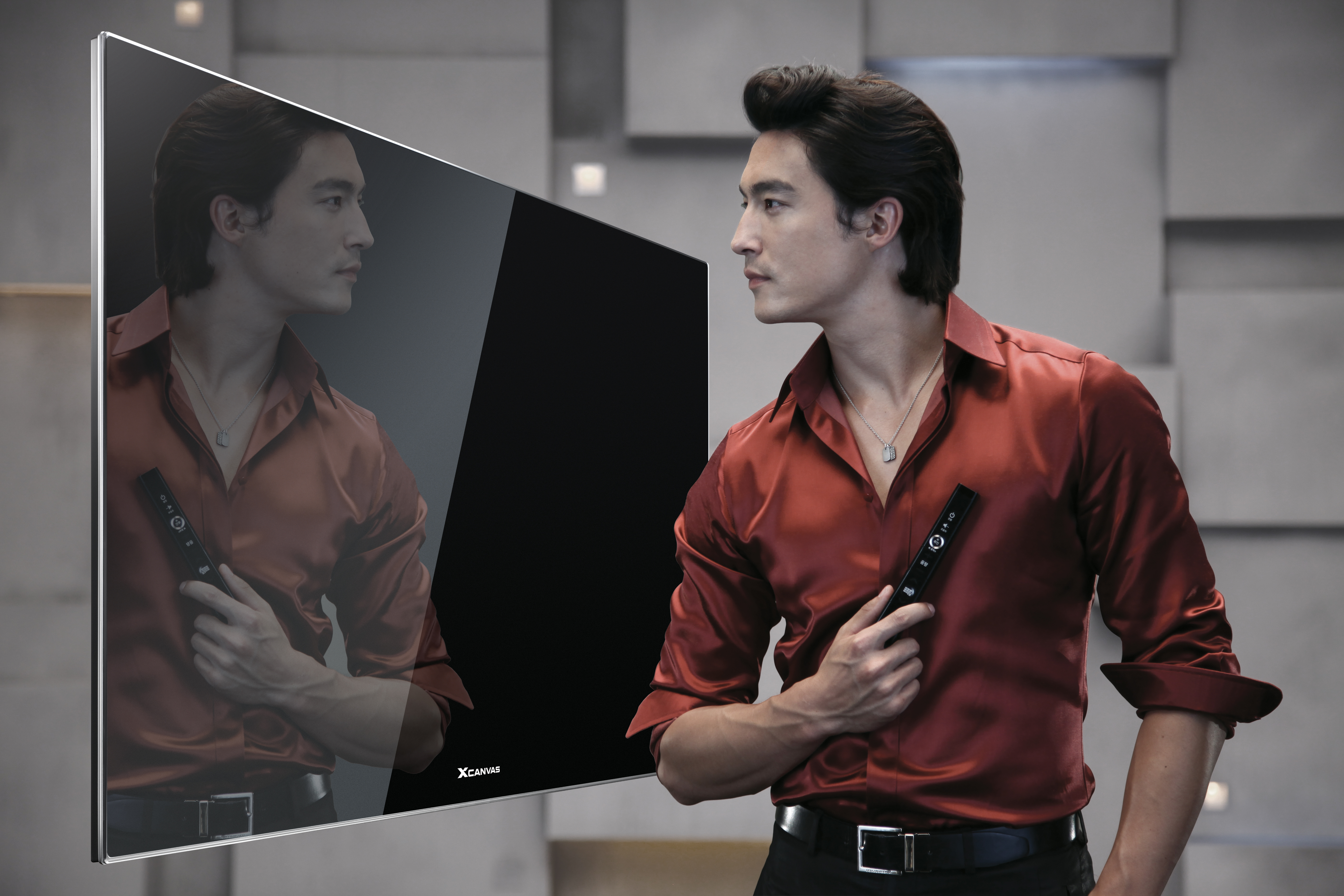
Border Wireless LED TV, Daniel Henney

- Bean Pole International (Gwyneth Paltrow)[9]
- Cyon (Kim Tae-hee e Hyun Bin)[10]
- Coca-Cola (Zhang Ziyi)
- Olympus Camera (Jun Ji-hyun)
- HSBC Commercial Banking
- Taster's Choice
- LUX hairstylist (Stefanie Sun)
- Outback Steakhouse
- LG Electronics Xcanvas Flat Panel TV[11]

## Premi e riconoscimenti
- MBC Entertainment Awards
  - 2005 – Premio miglior costumista
- MBC Drama Awards
  - 2005 – Premio attore emergente per Nae ireum-eun Kim Sam-soon[12]
- Grand Bell Awards
  - 2007 – Candidatura al miglior attore emergente per Bom-ui waltz[13]
  - 2008 – Miglior attore emergente per My Father
- People's Choice Awards
  - 2010 – Candidatura al miglior cast per X-Men le origini - Wolverine

## Doppiatori italiani
Nelle versioni in italiano delle opere in cui ha recitato, Daniel Henney è stato doppiato da:
- Marco Vivio in X-Men le origini: Woverine, The Last Stand - L'ultima sfida, Three Rivers, Missing, La Ruota del Tempo (st. 2+)
- Simone D'Andrea in Criminal Minds: Beyond Borders, Criminal Minds
- Niseem Onorato in NCIS: Los Angeles
- Nanni Baldini in Hawaii Five-0
- Alessandro Tersigni ne La Ruota del Tempo (st. 1)

Da doppiatore è sostituito da:
- Stefano Crescentini in Big Hero 6, Big Hero 6: La serie